# Verismo
El verismo literario es una tendencia surgida entre 1875 y 1896 en Italia y operada por un grupo de escritores, principalmente narradores y comediógrafos, que constituyeron una verdadera y propia escuela fundada sobre principios precisos. Viene aunada fundamentalmente para referirse a un tipo de personajes, situaciones y emociones reales (incluso de la vida de las clases sociales bajas). Se caracteriza por sus tramas sórdidas. 
Verismo también denomina a una tradición operística posromántica italiana, asociada a compositores tales como Pietro Mascagni, Ruggero Leoncavallo y Giacomo Puccini, quienes defendían traer el naturalismo de escritores como Émile Zola y Henrik Ibsen a la ópera.

## Literatura

### Influencias francesas
Honoré de Balzac había establecido los cánones de la tendencia realista posterior, afirmando que el romance debe inspirar a la vida contemporánea, poniendo en relieve la importancia del factor económico en las relaciones sociales, con una fuerte adhesión en el lenguaje y en el estilo a la realidad social representada. Por tanto el Naturalismo se proponía el estudio más objetivo y científico posible de la sociedad y de la psicología del ser humano, abandonando todos los idealismos y focalizándose sobre conceptos más modestos. Los naturalistas partían de la premisa determinista, según la cual el comportamiento y los límites morales del hombre están condicionados por el ambiente. El escritor, representando los males de la sociedad y denunciándolos, favorece su corrección llevando a cabo, así, una importante función social y la constatación de la realidad social degradada en la que ella vive. El proletariado urbano puede ser fuente de un agudo pesimismo social y, sin embargo, este pesimismo puede ser atenuado por la esperanza en el progreso.
Los Hermanos Goncourt , en el prefacio a Germinie Lacerteux sostienen la necesidad de un romance que se adhiera a la realidad, que interese a un vasto público y que no deje de representar también los aspectos deteriorados de la realidad, para poder ser estudio literario de la sociedad. Émile Zola, en su ensayo sobre el romance experimental, formula la teoría de la nueva literatura: basada en la ciencia y en el progreso, estudio del determinismo en la sociedad, función de la literatura para favorecer el desarrollo social y cultural. Es competencia del romance experimental el comprender el mecanismo de las manifestaciones sociales, pasionales, intelectuales y los influjos de la herencia y del ambiente que el hombre produce y modifica y que, a su vez, condiciona al individuo. El romance debe proveer a los políticos la información necesaria para sanar las injusticias sociales, de hecho, los naturalistas pensaban que la rigurosa investigación científica de lo verdadero en las relaciones humanas era la premisa efectiva del progreso.

### Contexto histórico
El naturalismo tiene una connotación sobre bases nacionales, de hecho, los naturalistas franceses se referían a un contexto urbano de proletariado industrial o a una sociedad rural en cuanto de alguna forma más homogénea. En la Francia de ese tiempo lógicamente se daban las diferencias de valores, contenidos y comportamientos entre la realidad rural y la  metropolitana. Esto se verifica en cierta medida desde que Francia representa un substrato humano, tradicional y cultural bastante coherente, siendo después de siglos un estado nacional a pesar de las predecibles diferencias regionales. Del naturalismo francés ha iniciado el verismo italiano que, sin embargo, bien difícilmente pudiera trascender una realidad regional, la única a ser consolidada en el tiempo. De hecho, el largo fraccionamiento político ha producido profundos estragos en el tejido social, en las conciencias y en las tramas nacionales, solo recientemente reconstituidas. Los veristas deben así tomar conciencia de las discordantes realidades locales coexistentes, de una fuerte diferencia entre el norte, en los albores de la industrialización y agenciado a la realidad de otras laderas, y un centro-sur fuertemente retrasado y arruinado por el latifundio.  
Al escritor verista se presenta un mundo campesino pobre y muy retrasado, visceralmente ignorante, supersticioso e íntimamente anclado a los prejuicios, aunque moralmente sano, a diferencia de los franceses, en los cuales los vicios y los problemas morales parecen suficientemente más difusos. Tal situación induce al verismo hacia un pesimismo sustancial, que ve en el progreso un mecanismo destinado a exprimir a los más débiles. Se vuelve así inevitable que el verismo, a causa de la contingente realidad italiana, de poco haberse constituido en estado unitario, pero de hecho fuertemente diferenciada de siglos de fraccionamiento político, se colorea inevitablemente de regionalismo, de hecho, la realidad italiana es demasiado variada para poder ser descrita completamente. El romance de esquema naturalista o verista es siempre de argumento contemporáneo o, de todos modos, no muy lejano en el tiempo. Las descripciones de los ambientes naturales o humanos son precisas y minuciosas. El evento se desarrolla en un ambiente generalmente restringido, estudiado y descrito con precisión, para tomar los tratos característicos que determinan el comportamiento de los personajes de los cuales se profundizan con precisión "científica" los precedentes, las eventuales taras familiares y las condiciones económicas. Ambientes y hechos son vistos con los ojos de los personajes y son transformados con un léxico y un estilo que tiende a reproducir de lo que se habla, ya que la lengua imita lo hablado conectado a las oportunas condiciones sociales y regionales, colorándose o contaminándose frecuentemente del dialecto. El naturalismo y el verismo repudian al narrador omnisciente del romance del siglo XIX (ottocento), y para realizar una investigación científica y verdadera sobre la sociedad, adoptan el canon de la impersonalidad narrativa, con base en la cual el narrador no debe participar emotivamente en los acontecimientos, comentando, condenando, aprobando, enjuiciando, de hecho, las consecuencias se revelan de modo espontáneo. 

### Autores italianos

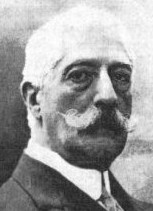
Giovanni Verga, el más destacado autor verista italiano.

El interés de Giovanni Verga, el más importante de los veristas italianos, se focaliza sobre los "vencidos de la vida". El escritor se adhiere moralmente al coraje con que los hombres enfrentan la vida. Verga enuncia así "El ideal de la ostra", esto es el apego desde el nacimiento, a las antiguas costumbres, la resignación a la dureza de una vida algunas veces deshumana, la conciencia, radicada en todos, que esa sociedad cerrada, arcaica, frecuentemente estrecha, es la única defensa contra el nuevo que viene de fuera y que no está listo para aceptar, la obstinación a resistir a la adversidad no obstante todo, la fidelidad tiene sentimientos simples y valores antiguos, una rígida concepción de la jerarquía familiar, un sentimiento arcaico del honor, la constatación de que el que renuncia a todo aquello está destinado a sucumbir, ya que el progreso quema los colores que no son atractivos, pero no estamos preparados para vivirlo. 
Tal visión es virilmente pesimista y trágica, porque Verga, positivamente, no cree en la Providencia y Dios está ausente de sus libros, pero no cree tampoco en un futuro mejor de conquistarse sobre la tierra, con la fuerza de los hombres. Vencido es alguien que quiera romper con el pasado de manera improvisada y sensacional, sin haberse preparado, mientras los matices que aceptan el propio destino con resignación consciente poseen sabiduría y moralidad. El descubrimiento de la humanidad de los plebeyos, el análisis de la implicación negativa del progreso mueve a Giovanni Verga a considerar el presente y el futuro con un pesimismo que lo induce a la crítica de la sociedad burguesa, pero también a la renuncia desafiante a todo tentativo de lucha. Verga teoriza un estilo antirromántico, cuyo fulcro es el canon de la impersonalidad (?).

## Ópera

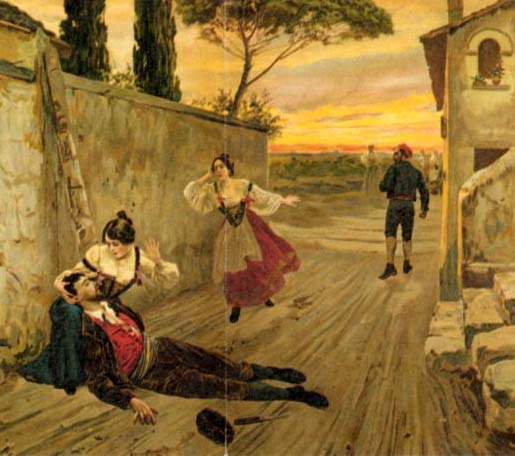
Cavalleria rusticana, historia corta de Giovanni Verga, ilustración de 1880.

Carmen de Bizet  de 1875 fue la primera ópera realista, pero el verismo realmente se inició en Italia en 1890 con el estreno de Cavalleria Rusticana, de Pietro Mascagni. Otros compositores veristas fueron Ruggero Leoncavallo, Francesco Cilea, Umberto Giordano y Giacomo Puccini.
El estilo verista se distingue por el retrato realista – algunas veces sórdido o violento – de la vida cotidiana contemporánea, especialmente la vida de las clases bajas, rechazando los temas históricos del Romanticismo, o los míticos.
El enfoque “realista” del verismo se extiende también a la música, la cual es en general continua y no está dividida en “números separados” en la partitura; “números” que podrían ser extractados y fácilmente presentados en conciertos (como sucedía en los géneros operísticos anteriores). El verismo, así, abandona las arias de coloratura (o arias cerradas) en favor de un canto más fluido y los recitativos. Esto no es siempre cierto, al menos - Cavalleria Rusticana, Pagliacci, y Tosca poseen arias y coros que son constantemente presentados en recitales. En contraste, Turandot (inconclusa a la muerte de Puccini) marca un retorno al estilo de “números”. El término verismo es utilizado algunas veces para describir el particular estilo musical que prevaleció entre los compositores italianos durante los últimos años del siglo XIX y principios del siglo XX. Para la mayoría de los  veristi, la temática verista tradicionalmente sólo se aplicó a algunas de sus obras. El mismo Mascagni escribió una comedia pastoral, (L'amico Fritz), una obra simbolista situada en Japón, (Iris), y un par de romances medievales (Isabeau y Parisina).  Estas obras se encuentran lejos de la típica temática del Verismo, pero se escriben en el mismo estilo musical general que sus temas más puramente veristas.  Por lo tanto, el contexto es muy importante para comprender el significado cierto del término Verismo: es utilizado como descripción de los dramas apasionados y duros de la clase trabajadora, para el cual el término fue acuñado, pero también como el movimiento cultural de estos compositores.

### Principales exponentes
Aunque Giacomo Puccini es generalmente aceptado como el compositor más grande del Verismo, esta afirmación es ampliamente discutida por críticos musicales italianos. Incluso si alguno de ellos lo ve como parte de este estilo, otros aceptan simplemente una implicación parcial. La aseveración más aceptada es que al menos algunas de sus óperas (por ejemplo, Tosca) son clasificables como veristas. Y si no se utiliza "Verismo" como sinónimo de "baño de sangre", puede postularse que Puccini nos legó la ópera "realista" más perfecta, La Bohème.  
Los más famosos compositores de ópera verista, descontando a Giacomo Puccini, fueron Pietro Mascagni (Cavalleria Rusticana), Ruggero Leoncavallo (Pagliacci, muy a menudo presentada junto con Cavalleria Rusticana) , Umberto Giordano (Andrea Chénier), y Francesco Cilea (Adriana Lecouvreur). Había, sin embargo, muchos otros “veristi”: Franco Alfano (muy conocido por completar Turandot de Puccini), Alfredo Catalani, Gustave Charpentier (Louise),  Eugen d'Albert (Tiefland), Ignatz Waghalter (Der Teufelsweg y Jugend), Alberto Franchetti, Franco Leoni, Jules Massenet (La Navarraise), Licinio Refice, Ermanno Wolf-Ferrari, y Riccardo Zandonai. Los compositores de ópera verista italiana integraban un grupo conocido como Giovane Scuola ("escuela joven"). Algunas obras de Verdi son también claramente veristas. 

### Relación con la música de Wagner
Se ha dicho que el uso de la orquesta difiere fundamentalmente entre Wagner y el Verismo en lo siguiente: en Wagner, la orquesta no necesariamente requiere seguir lo que los cantantes están presentando en emoción o aun en el contenido (por ejemplo, Siegfried (acto 2) se preguntan quiénes son sus padres, y se nos recuerda un leitmotiv que les hemos oído en la ópera previa. Esto no es conocido por Siegfried, pero para la audiencia amplía literalmente la comprensión de la trama). De todas formas, en el Verismo, Corazzol confirma a la orquesta como sólo "ecos y validadora de las voces" y el estilo ofrece así "un punto de vista regresivo": la orquesta no puede adicionar nada al drama o a la comprensión de la audiencia, aún si esto sirviera para profundizar la emoción con la música, por ejemplo, el uso en Manon Lescaut del acorde de Tristán.  La referencia a Tristán es emocionalmente ilustrativa, pero no ofrece ningún detalle nuevo al argumento.